# 신동면 (시흥군)
신동면(新東面)은 과거 경기도 시흥군에 속했던 행정구역 중 하나였으며, 현재의 서초구 대부분 및 동작구 사당동, 관악구 남현동을 관할했던 지역으로, 조선 중기부터 있었던 과천군 상북면과 동면이 1914년 시흥군 신동면으로 합쳐진 후 1962년 12월 11일까지 존속했던 지역이었고, 이후 영등포구, 강남구를 거쳐 지금의 서초구에 이른다.
당시 관할했던 지역은 반포리(현재의 반포동), 사당리(현재의 동작구 사당동 및 남현동), 서초리(현재의 서초동), 방배리(현재의 방배동), 잠실리(현재의 잠원동, 현재의 잠실동에 속했던 잠실리는 당시 경기도 양주군 고양주면 잠실리), 우면리(현재의 우면동), 양재리(현재의 양재동), 원지리(현재의 원지동) 일대였고, 신원리(현재의 신원동), 염곡리(현재의 염곡동), 내곡리(현재의 내곡동)는 경기도 광주군 언주면(현재의 강남구) 관할이었다.
- 1914년 4월 1일 : 과천군 상북면과 동면이 합쳐지며 시흥군 신동면으로 이름이 바뀜. 동시에 동면 주암리가 과천면(←과천군 군내면)으로 편입됨

## 같이 보기
- 서초구
- 과천시
- 시흥군
- 시흥시
- 언주면
- 강남구